# Drossen
Drossen este o arie protejată (arie specială de conservare — SAC, sit de importanță comunitară — SCI) din Austria întinsă pe o suprafață de 25,78 ha, integral pe uscat.

## Localizare
Centrul sitului Drossen este situat la coordonatele 47°10′N 12°44′E / 47.17°N 12.73°E.

## Înființare
Situl Drossen a fost declarat sit de importanță comunitară în septembrie 2015 pentru a proteja un număr necunoscut de specii din flora spontană și fauna sălbatică aflate în arealul zonei. Situl a fost protejat și ca arie specială de conservare în ianuarie 2019.

## Biodiversitate
Situată în ecoregiunea alpină, aria protejată conține 2 habitate naturale: Tufărișuri subarctice cu Salix spp., Formațiuni pioniere alpine de Caricion bicoloris-atrofuscae.
La baza desemnării sitului se află un număr nedeclarat de specii protejate.